# Reine (sainte)
Pour les articles homonymes, voir Sainte-Reine.
Sainte Reine, Régine ou Réjane, transposition française de son nom d'origine Regina, est une sainte martyre de l'Église catholique romaine, née à Grignon (Côte-d'Or), fêtée le 7 septembre

## Hagiographie
En 253, une jeune Gauloise de seize ans prénommée Reine, convertie au christianisme, faisait paître ses moutons au pied du mont Auxois, site présumé de l'oppidum gaulois d'Alésia puis de la ville romaine. Un gouverneur romain des Gaules, Olibrius ou Olimbrius, dont l'histoire n'a au demeurant gardé aucune trace, voulut abuser d'elle mais elle résista et refusa même le mariage pour ne pas abjurer sa foi. Elle fut martyrisée, et décapitée. Dès le siècle suivant, un culte se développa, et qui est attesté depuis le Ve siècle, le martyre de cette sainte devenant plus tard le sujet d'un grand nombre de mystères.
Son corps est transféré hors de la ville d'Alésia où l'on bâtit une basilique sur son tombeau.
Parmi les miracles qui lui sont attribués : La guérison d'un enfant nommé Hériboldus guéri d'une forte fièvre, la guérison d'un homme de Réome  guéri par application d'un morceau de bois du brancard de la sainte, ainsi que la guérison d'un frère atteint de la maladie de la pierre et celle partielle d'un aveugle.

## Culte
Le culte de cette sainte a pu être garanti par la découverte en 1909 du « service eucharistique » d'Alésia, découverte constituée d'un ensemble comprenant un plat et trois coupes qu'on suppose utilisés pour la célébration de l'eucharistie. Le plat porte un poisson en gravure (l’ichtus comme à Autun), et le nom de « Regina ». L'ensemble daté du IVe siècle ne met plus en doute l'existence de la jeune martyre[source insuffisante].
Le village, Alise-Sainte-Reine, qui se développa au pied du mont Auxois la prit pour patronne et, chaque année, les habitants organiseront la représentation d'un mystère à sa mémoire et en son honneur. Cette tradition est attestée depuis 866 et perdure encore aujourd'hui. Ce serait le plus ancien mystère célébré sans interruption en France. En 1271, il fut procédé à un ré-enchâssement dans un buste reliquaire en argent aux armes de France, de Castille et de l'ancienne Bourgogne.
La confrérie de Sainte-Reine date de 1544, créée par les religieux de Flavigny, et, en 1644, avec la réforme des bénédictins de Saint-Maur, le pèlerinage connut un regain de vitalité et les membres de la Confrérie furent dotés par Monseigneur Louis Doni d'Attichy évêque d'Autun, de 40 jours d'indulgence en 1659. Au XVIe siècle les moines passaient la chaîne de sainte Reine autour du cou des pèlerins. Aujourd'hui cette chaîne est conservée à l'église paroissiale de Flavigny-sur-Ozerain et exposée à la vénération des pèlerins le 7 septembre jour de sa fête.
Ses reliques ont été conservées dans l'abbaye de Flavigny-sur-Ozerain depuis le milieu du IXe siècle. L'incubation et le contact avec le sarcophage de la sainte sont attestés au IXe siècle. La crypte fut aménagée pour recevoir le corps de la sainte. Crypte à nef centrale flanquée d'un déambulatoire qui se prolonge à l'Est par un couloir donnant sur une rotonde du même genre que celle de l'Abbaye Saint-Germain d'Auxerre. Les reliques de la sainte furent déposées au XVIIe siècle dans une armoire derrière le maître-autel et leur exposition sur un théâtre a lieu le jour de sa fête.
En 1648, les moines de Flavigny apprennent l'existence d'un autre corps prétendu être celui de Sainte Reine et qui aurait été donné par Charlemagne à Osnabrück en Westphalie, les moines firent venir une relique de ce corps ce qui déclencha un conflit entre les Cordeliers d'Alise et les bénédictins de Flavigny sur l'authenticité de cette relique.
Les similitudes existant avec la vie de sainte Marguerite d'Antioche conduisent des auteurs à considérer que le récit de l'histoire de sainte Reine est apocryphe, cette tradition pouvant toutefois être le souvenir d'un fait local.

## Lieux de culte

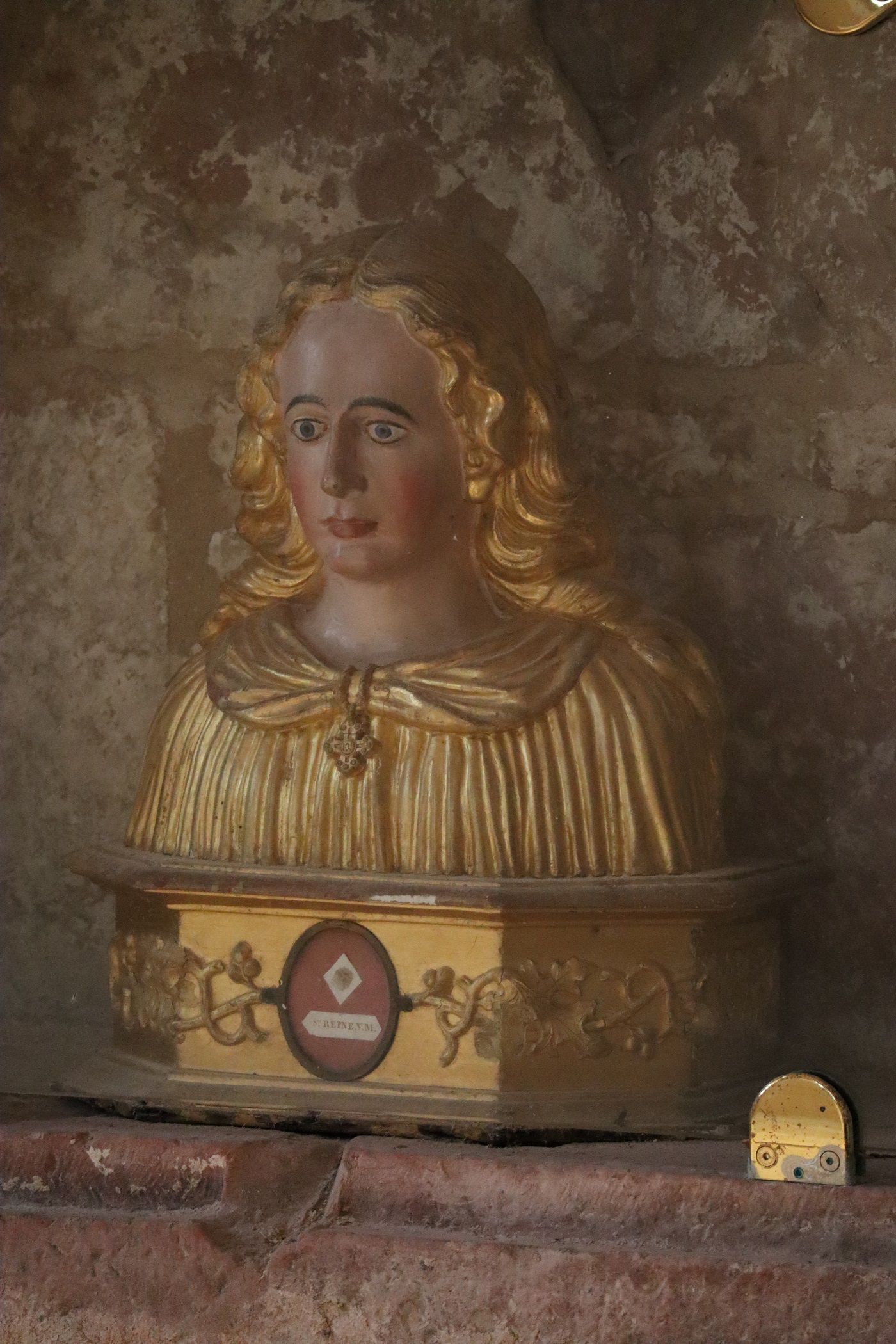
Reliquaire de Sainte-Reine en l'église de l'Assomption à Argilly (Côte-d'Or)

En plus de Flavigny-sur-Ozerain et Alise-Sainte-Reine, on retrouve des lieux qui lui sont consacrés à :
- Voisines dans l'Yonne se trouve une chapelle Sainte-Reine, datant de 1827 et construite par deux habitants à la suite de la réalisation d'un vœu fait lors d'un pèlerinage à Alise-Sainte-Reine ;
- Virargues dans le Cantal avec la chapelle Sainte-Reine de Virargues datant de 1850 ;
- Chapelle et source Sainte Reine dans le village du Châtelet-en-Brie, en Seine-et-Marne. Le parc municipal porte aussi le nom de Parc Sainte Reine.
- Drensteinfurt, Allemagne ;
- Osnabrück en Westphalie.

## Interprétations
Sainte Reine a été rapprochée de la déesse gauloise Epona Regina à laquelle elle correspond,